# Astou Ndiaye
Astou Ndiaye, coniugata Diatta (Kaolack, 5 novembre 1973), è un'ex cestista e allenatrice di pallacanestro senegalese, professionista nella WNBA.

## Carriera
È stata selezionata dalle Detroit Shock al quarto giro del Draft WNBA 1999 (41ª scelta assoluta).
Con il Senegal ha disputato i Giochi olimpici di Sydney 2000 e quattro edizioni dei Campionati mondiali (1990, 1998, 2002, 2006).

## Palmarès
- Campionessa WNBA (2003)